# Limnice
Limnice (též Limnický potok) je horský potok v Krušných horách, levostranný přítok Rolavy v okrese Karlovy Vary v Karlovarském kraji. Délka toku měří 6,2 km. 
Plocha povodí činí 12,3 km².

## Průběh toku
Potok pramení pod severozápadním svahem Dračí skály, přibližně 1,2 km jižně od Perninku. Po celou délku toku si potok udržuje jižní až jihozápadní směr. U železniční stanice v Oldřichově podtéká Železniční trať Karlovy Vary – Johanngeorgenstadt a pokračuje v hlubokém lesnatém údolí do Nejdku. Teče při východním okraji Nejdku, nad levým břehem pod silnicí z Nejdku do Pozorky roste památný strom Lípa u benzinové stanice. U jihovýchodního okraje Nejdku se vlévá zleva do Rolavy.
Prameniště Limnice je jedním ze zdrojů surové vody pro úpravu pitné vody pro město Nejdek. Z hlediska upravitelnosti surové vody je problematická celková mineralizace, zejména poměrně vysoký obsah hliníku a huminových látek.

## Pověsti
K potoku Limnice se váže stará pověst o pasáčkovi, který při pasení stáda u břehu potoka utrhl zázračnou květinu, která otevírá ukryté poklady. Dal si ji za klobouk, a když došel k Bílé skále, opřel se o skálu. Ta se otevřela a pasáček stanul v sálu přeplněného zlatem a drahými kameny. Skalní víla mu řekla, že si může vzít, kolik unese. Nesmí však zapomenout to nejcennější. Pasáček si nabral zlato a drahé kamení a spěchal domů. Klobouk s květinou, to nejcennější, však zapomněl uvnitř. Skála se zavřela, všechno zlato z jeho kapes zmizelo. Marně hledal vchod do skály. Mnozí stále hledají zázračnou květinu v údolí Limnického potoka.